# George Mink
George Mink (nacido Godi Minkowsky), Zhytomyr, Ucrania, 23 de abril de 1899 - ¿1940?  fue un agente ucraniano expatriado en Estados Unidos y al servicio del NKVD que se hizo notorio durante la Guerra Civil Española como asesino de brigadistas internacionales de ideología antiestalinista.

## Primeros años y reclutamiento
Nacido en Ucrania en el seno de una familia judía, Godi Minkowsky fue abandonado por sus padres. En 1912 sus abuelos lo enviaron a Filadelfia (Estados Unidos) a casa de unos familiares. Allí cambió su nombre por el de George Mink y se alistó, con 17 años, en la Armada de los Estados Unidos (US Navy). Naturalizado como ciudadano estadounidense, Mink visitó la Unión Soviética en 1921 y a finales de ese año se afilió al Partido Comunista de los Estados Unidos. En 1925 fue enviado a Filadelfia con la misión de organizar una sección comunista a la interna del Sindicato de Marineros de la Industrial Workers of the World (‘trabajadores industriales del mundo’). En 1927 volvió a la Unión Soviética, donde tomó parte en el IV Congreso de la Internacional Sindical Roja como delegado estadounidense.
En 1930 Mink fue reclutado como agente del servicio de inteligencia de la Internacional Comunista, desde donde se le transfirió al NKVD y pasó a formar parte de una red de espías en Estados Unidos bajo el nombre en clave de FRANK junto a Whitaker Chambers, Robert Gordon Switz, Lydia Stahl y Leon Minster. Dicha red estaba controlada por Alexander Ulanovsky, un experimentado oficial de inteligencia soviético que en 1935 se llevó a Mink con él a Copenhague como asistente. En febrero de 1935 la policía danesa desarticuló la organización del NKVD en dicha ciudad y Mink es deportado a la Unión Soviética tras pasar dieciocho meses en prisión.

## Guerra Civil Española

### El NKVD en España
En respuesta a la petición de ayuda cursada por el gobierno republicano a la Unión Soviética, Moscú nombra el 21 de agosto a Marcel Rosenberg, diplomático de carrera, como embajador en Madrid. En septiembre de 1936 le sigue el NKVD con un equipo escaso de agentes encabezados por Alexander Orlov, repartidos entre Madrid, Barcelona y Valencia. Dicho equipo estaba formado por dos componentes: 
Por un lado, un grupo de agentes "legales" que operaban con nombres falsos (bajo cobertura diplomática basada en trabajos ficticios en la embajada soviética) integrado por el propio Nikolsky/Orlov, Belkin/Belyaev, Syroezhkin/Pancho, Eitingon/Kotov y Vasilevsky/Grebetsky, destinados permanentemente y complementados por otros agentes "temporales" que se quedaban en España entre unos meses y un año. 
Por otro, trabajando con los anteriores, tres agentes "ilegales", esto es, que operaban sin cobertura de la legación soviética: María Fortus, Grigulevich y el alemán Erich Tacke, usados sobre todo en "operaciones especiales" como el secuestro y asesinato de Andreu Nin. Además reclutaron colaboradores sobre el terreno, ya fuese españoles como Luis Lacasa o brigadistas como el propio George Mink.
Aparte, y de manera autónoma, operaban otras ramas de la inteligencia soviética, en particular el RU (inteligencia militar), cuya misión era ayudar al esfuerzo de guerra mediante asesores, especialistas (pilotos, oficiales navales) y la realización de labores de espionaje contra las tropas franquistas. Para ello contaba con muchos más medios, humanos y materiales, que el NKVD, cuya prioridad era la eliminación del "enemigo interno", entendido este como cualquier muestra de disidencia con respecto a la ortodoxia estalinista, especialmente el trotskismo y los anarquistas, a menudo al margen del aparato estatal republicano.

### Mink en la Guerra Civil Española (1936-1939)
En marzo de 1937 Mink fue enviado a España como agente del NKVD con la cobertura de brigadista internacional y con una misión concreta: detectar entre los voluntarios anglo-estadounidenses de las Brigadas Internacionales a aquellos que tuvieran convicciones troskistas o antiestalinistas y eliminarlos bajo la coordinación del Alexander Orlov, responsable del NKVD en la zona republicana. Operando desde Barcelona, Mink alcanzó una fama siniestra entre los brigadistas como responsable de numerosas ejecuciones clandestinas. El escritor Liston M. Oak lo conoció en abril de 1937. Diez años después testificó lo siguiente:

Conocí a Mink en un hotel de Barcelona en abril de 1937. Él no sabía que yo estaba desencantado y que había dejado el partido comunista, así que me saludó muy cordialmente y me invitó a su habitación, donde se emborrachó y comenzó a presumir de su trabajo en el NKVD, ofreciéndome trabajar para él delatando a camaradas que viniesen a combatir contra el fascismo en España y militasen en partidos antiestalinistas como el British Independent Labour Party o el American Socialist Party. Así que le dije que lo pensaría y me fui... Supe que por mi propia seguridad debía abandonar España y es lo que hice, en compañía de John Dos Passos (...) el tipo era un gánster.
Liston M. Oak

Junto con otro agente estadounidense del NKVD llamado Tony De Maio, Mink fue acusado de asesinar a varios voluntarios internacionales en España. Un antiguo responsable del Sindicato Industrial de Trabajadores Navales y veterano de la Brigada Lincoln, William C. McCuistion, lo describió así:

De Mink se sabía que era miembro del NKVD soviético...Vi a George Mink y a Tony De Maio junto con el capitán Cohn el 22 de mayo de 1938 en un pequeño café de la Rambla. En ese café vi como Tony De Maio mataba a dos hombres. Uno era un estadounidense llamado Matthews, pero su nombre real era Aranofsky. El otro era un inglés llamado Moran. Los mataron porque, según ellos, eran "desertores"
William C. McCuistion

## Misión en México y desaparición
A partir de mayo de 1938 es complicado establecer el paradero de Mink. En 1938 León Trotski, objetivo número 1 del NKVD, declaró a la revista Time que un grupo de sicarios estalinistas encabezados por "The Mink" ha llegado a México con la misión de asesinarme. El FBI, por su parte, estaba convencido de que Mink viajó regularmente entre México y la URSS durante 1940.
Su desaparición tiene varias teorías. Una es que, como tantos otros agentes secretos en el extranjero, fue purgado en Moscú en 1940. Otra se resume en la declaración de un antiguo brigadista y comunista estadounidense, Maurice L. Malkin:

Un troskista mexicano reconoció a Mink y este desapareció. No sé que le ocurrió, pero si sé que a un montón de brigadistas estadounidenses que regresaron de España les hubiera encantado ponerle las manos encima. Mink fue responsable de la ejecución de muchos estadounidenses allí.
Maurice L. Malkin

Finalmente, el 1 de octubre de 1940, el director del FBI John Edgar Hoover, en una conversación con el jefe de la oficina del FBI en New York, declaró:

Según información proprorcionada por el Departamento de Estado, Joseph Hansen (secretario y guardaespaldas de Trotsky desde 1937 hasta el asesinato de este por parte de Ramón Mercader) y sus socios liquidaron a George Mink hace seis meses, un poco antes del primer atentado contra Trotsky en México, en mayo de 1940. Lo ataron y lo arrojaron a un cráter situado a unas 30 millas de Ciudad de México.
J. Edgard Hoover, citado por Alan Gelfand en "The Gelfand Case: A Legal History of the Exposure of US Government Agents in the Leadership of the Socialist Worker Party", Detroit, Mehring Books, 1985, pp. 233-5